# Théâtre de Carouge
Le Théâtre de Carouge, anciennement Théâtre de Carouge - Atelier de Genève, est une institution de création théâtrale, situé dans la ville genevoise de Carouge, en Suisse. Plusieurs bâtiments abritant ses activités ont porté le même nom.

## Histoire
Le théâtre se présente lors d'une conférence de presse inaugurale en janvier 1958. Sa création est possible par la location d'un local dédié à Carouge dès la fin de 1957. L'équipe animé par François Simon et Philippe Mentha trouve le courage de se lancer après le succès rencontré lors de la production d'Hamlet au Théâtre Antique de l'École Internationale de Genève lors de l'été 1957, sous le nom de Théâtre d'été.
Le 29 décembre 1971, le Théâtre de Carouge publie un communiqué conjoint avec la compagnie du Théâtre de l'Atelier dans lequel le deux théâtres annoncent que dès le 1er janvier suivant, ils fusionnent leur administration et leurs équipes techniques mais que les directions artistiques restent autonomes. Dès novembre 1972, les publications abordent un nouveau logo liant Théâtre de Carouge et Atelier de Genève.

### Bâtiments

#### Salle Cardinal-Mermillod
Sise au 32 de la rue Jacques-Dalphin, la dite Salle Cardinal-Mermillod est la première que loue la troupe du futur Théâtre de Carouge en 1957. Il s'agit d'un ancien hangar qui transformé a servi d'église puis de chapelle et qui appartient à la paroisse catholique de Carouge. Plusieurs transformations sont opérées par la troupe comme durant l'été 1960. Cette location prévue dès le départ comme transitoire par les propriétaires prendra réellement fin en 1967 lors de la démolition du bâtiment.

#### Bâtiment de 1972
Une nouvelle salle de spectacle dédiée essentiellement aux activités du Théâtre de Carouge a été inauguré le 22 avril 1972. Elle compte 450 places.
Après plus de 40 ans d'utilisation, amianté et devenu vétuste, le bâtiment de 1972 est démoli en février 2018, après que la construction d'un nouveau théâtre est approuvée à 66 % en votation par le peuple carougeois le 24 septembre 2017, à la suite d'une demande de référendum lancée par le Mouvement citoyens genevois.

#### Le 57
À partir de 1986, le 57 de la rue Ancienne est loué par le théâtre, qui y aménage une seconde salle pour les petites pièces et une salle de répétition et y installe ses services administratifs.

#### La Cuisine
Pendant les travaux de construction du nouveau théâtre, la programmation se fait d'abord dans un camion-nomade, puis est jouée dans une salle éphémère de 540 places située près du Stade de la Praille, nommée La Cuisine,,.

#### Bâtiment de 2022
Le nouveau bâtiment, réalisé par le bureau d’architectes lausannois Pont12 et dont les verrières rappellent son prédécesseur, est inauguré en janvier 2022 et permet de regrouper l'ensemble des activités. Il abrite une grande salle de 468 places, une petite salle de 135 places et une salle de répétition, toutes situées au rez-de-chaussée, tandis que les services administratifs sont à l'étage.

### Direction
- 1958-1966 : François Simon[1] pour la direction artistique, plus Louis Gaulis, Philippe Mentha, Rold Sassi[6].
- 1966-1971 : Philippe Mentha (directeur artistique) et Guillaume Chenevière (administrateur général)[8],[12].
- 1971-1975 : Guillaume Chenevière
- 1975 - 1981 : François Rochaix[13]
- 1981[14] - 2001[15] : Georges Wod.
- 2002-2008 : François Rochaix.
- 2008-2026 : Jean Liermier[10]
- à partir de 2027 : Jean Bellorini[16],[17],[18]

## Productions créées

### Saison 1959/1960
- Le Cercle de craie de Klabund. Création mondiale en français. Mise en scène par François Simon[19].

### Saison 1972/1973
- Tournée internationale (France, Belgique, Suisse), entre octobre et décembre 1972 de Baal de Bertolt Brecht dans une version modifiée de celle produite par le Théâtre de l'Atelier la saison précédente[20].